# 比尔特·克里斯蒂安森
比尔特·克里斯蒂安森（丹麥語：Birte Kristiansen），是一名已退役丹麥女子羽球運動員。
在1956年全英羽球錦標賽上，碧兒蒂·克里斯提安森打到女子單打的四分之一決賽，以5:11、2:11敗給美國選手茱蒂·德夫林。
她曾代表丹麥參加1957年優霸盃，在對陣美國的決賽中，她與奧絲·休特·雅各布森出賽雙打，先以兩個11:15輸給伊瑟兒·馬紹爾/碧翠絲·馬斯曼組合，再以4:15、12:15輸給茱蒂·德夫林/蘇珊·德夫林姐妹組合；最後丹麥隊以1-6敗北而獲得亞軍。
她也參加1960年優霸盃，在對陣美國的決賽中，她與奥瑟·温特出賽雙打，先以以5:15、3:15輸給德夫林姐妹組合，再以15:8、16:17、17:14贏了瑪格麗特·華納/桃樂絲·歐尼爾組合；最後丹麥隊以2-5再度敗北而獲得亞軍。